# Vesper purpurascens
Vesper purpurascens är en växtart i släktet Vesper och familjen flockblommiga växter. Den beskrevs av Asa Gray som Cymopterus montanus var. purpurascens, och fick sitt nu gällande namn av Ronald Lee Hartman och Guy L. Nesom 2012.
Arten är en perenn ört som förekommer i västra USA.